# 豊田彰 (物理学者)
豊田 彰（とよだ あきら、1936年9月8日 - ）は、日本の物理学者、翻訳家、茨城大学名誉教授。
愛知県生まれ。1964年名古屋大学大学院理学研究科物理学博士課程修了、「弱い相互作用におけるボゾン極近似と中間ボゾンについて」で理学博士。茨城大学教養部講師、助教授、教授。2000年定年退官、名誉教授。1993年『青春　ジュール・ヴェルヌ論』で日本翻訳出版文化賞受賞。ミシェル・セールの著作を数多く翻訳した。

## 翻訳
- A.オスボーン『創造力を生かす』創元社 1969
- ガストン・バシュラール『原子と直観』国文社 1977
- ガストン・バシュラール『近似的認識試論』及川馥・片山洋之介共訳 国文社 1982
- ミッシェル・セール『コミュニケーション ヘルメスⅠ』青木研二共訳 法政大学出版局 叢書・ウニベルシタス 1985
- ミッシェル・セール『干渉 ヘルメスⅡ』法政大学出版局 叢書・ウニベルシタス、1987
- ミッシェル・セール『分布 ヘルメス4』法政大学出版局 叢書・ウニベルシタス、1990
- ミッシェル・セール『翻訳 ヘルメス3』輪田裕共訳 法政大学出版局 叢書・ウニベルシタス 1990
- ミッシェル・セール『青春 ジュール・ヴェルヌ論』法政大学出版局 叢書・ウニベルシタス 1993
- ミッシェル・セール『ルクレティウスのテキストにおける物理学の誕生 河川と乱流』法政大学出版局 叢書・ウニベルシタス 1996
- スブラマニアン・チャンドラセカール『真理と美 科学における美意識と動機』法政大学出版局 叢書・ウニベルシタス 1998
- ミッシェル・セール『幾何学の起源 定礎の書』法政大学出版局 叢書・ウニベルシタス 2003
- タムシン・バートン『古代占星術 その歴史と社会的機能』法政大学出版局 2004
- ミッシェル・セール『白熱するもの 宇宙の中の人間』法政大学出版局 叢書・ウニベルシタス 2007
- フレッド・ジェローム,ロジャー・テイラー『アインシュタインとロブソン 人種差別に抗して』法政大学出版局 叢書・ウニベルシタス 2008
- ロジャー・ニュートン『ガリレオの振り子 時間のリズムから物質の生成へ』法政大学出版局 叢書・ウニベルシタス 2010